# John Marshall Harlan
Pour les articles homonymes, voir Harlan.
John Marshall Harlan (1er juin 1833 - 14 octobre 1911) est un homme de loi américain, juge à la Cour suprême
de 1877 à sa mort. Il s'y signale en particulier par son opinion dissidente dans l'arrêt Plessy v. Ferguson, en 1896, lorsqu'il s'oppose à la décision de la Cour qui déclare la ségrégation raciale conforme à la Constitution.

## Biographie
Harlan appartient à une des grandes familles du Kentucky propriétaires d'esclaves. Son père est un homme politique connu dans l'État et un ancien membre du Congrès. En 1852, Harlan est juris doctor (diplômé en droit) du Centre College, un établissement prestigieux dans le Kentucky. Il rejoint le cabinet d'avocat de son père. Comme lui, il appartient au Parti whig, favorable à une modernisation industrielle du pays. Lorsque le parti se désagrège au cours des années 1850, il passe par plusieurs partis, dont les Know Nothing, un parti opposé à l'immigration, en particulier en provenance de pays catholiques. Il est élu juge du comté de Franklin, dans le Kentucky en 1858.
Lorsqu'éclate la guerre de Sécession, le Kentucky est un des « Border States » (« États de la frontière »), les États esclavagistes proches du Nord et qui restent dans l'Union (nordiste). Harlan, opposé à l'abolition de l'esclavage, l'est  plus encore aux sécessions, et s'engage dès 1861 dans l'armée de l'Union, où il atteint le grade de colonel. Il affirme qu'il donnera sa démission si Lincoln  devait signer la proclamation d'émancipation. Il reste cependant dans l'armée après sa signature le 1er janvier 1863, mais doit la quitter quelques mois après pour s'occuper des affaires familiales après la mort de son père.
Il reprend alors sa carrière politique dans le Kentucky, où il est élu procureur général la même année. En 1868, il rejoint le Parti républicain, où il restera désormais. Il est alors, en ligne avec son parti, fermement opposé à l'esclavage (aboli entre-temps en 1865) dont il dit que ce fut « la forme la plus aboutie du despotisme qui ait jamais existé sur terre ». Candidat au poste de gouverneur en 1871 et 1875, il échoue les deux fois. En 1877, le président Hayes, qu'il avait aidé à obtenir l'investiture du parti républicain, le nomme à la Cour suprême.
À la Cour, Harlan s'illustre comme un « grand dissident » (great dissenter), comme on appelle certains juges qui, à la Cour suprême, se sont surtout signalés par leur opposition, d'une plume brillante, à la jurisprudence de la majorité de la Cour à laquelle ils appartenaient. Le tenant le plus brillant de ce rôle a sans doute été Oliver Wendell Holmes Jr., qui sera son collègue à la Cour dans les dernières années. Il s'oppose, souvent seul, à une interprétation restrictive, au point de les vider de leur substance, des amendements de la Reconstruction (les treizième, quatorzième, et quinzième amendements à la Constitution) censés protéger et garantir l'égalité de droits aux anciens esclaves.
En 1883, la Cour rend l'arrêt des Civil Rights Cases (en) (affaires des droits civiques), dans lequel elle déclare inconstitutionnel le Civil Rights Act (loi sur les droits civiques) de 1875, jugeant que le Congrès, en interdisant directement les discriminations raciales par des personnes privées, est allé au-delà des pouvoirs que lui donnaient les récents amendements à la Constitution. Harlan signe seul une opinion dissidente où il dénonce avec vigueur la décision de la majorité, lui reprochant d'avoir, par un raisonnement artificiel et subtil, sacrifié la substance et l'esprit des amendements.
C'est en 1896 qu'Harlan écrit son opinion la plus célèbre, lorsque la Cour rend l'arrêt Plessy v. Ferguson, sans doute un de ceux qui sont jugés le plus sévèrement aujourd'hui. L'arrêt formalise la doctrine qui sera appelée « séparés mais égaux » (separate but equal), et déclare que les États peuvent, sans violer la Constitution, imposer la ségrégation raciale (les Civil Rights cases ne portaient que sur la ségrégation pratiquée par des personnes privées, comme le propriétaire d'un hôtel). La majorité, par la plume du juge Brown, déclare que la séparation des races n'implique pas une hiérarchie entre elles, et que si les noirs la perçoivent comme un signe d'infériorité, c'est seulement parce qu'ils choisissent de le voir ainsi. La Constitution impose seulement (ce qui ne sera guère respecté) que l'État offre des conditions égales de part et d'autre de la séparation. Harlan est seul à s'opposer à la décision. Rédigeant son opinion avec une éloquence qui inspirera des générations de militants des droits civiques, il écrit : « Mais selon la Constitution, aux yeux de la loi, il n'y a pas dans ce pays une classe supérieure, dominante, ou dirigeante. Nous n'avons pas de caste. Notre constitution ne distingue pas les couleurs, et ne connaît ni ne tolère aucune classe parmi les citoyens. S'agissant des droits civiques, tous les citoyens sont égaux devant la loi. Le plus humble est l'égal du plus puissant. Pour la loi, un homme est un homme, et elle ne peut dépendre de sa couleur ou de son milieu alors même que ses droits civiques sont garantis par la loi suprême du pays. ». À raison, il prédit à la décision de la Cour un jugement de l'histoire aussi sévère qu'à l'arrêt Scott v. Sandford, lorsqu'elle avait jugé, quelques années avant la guerre de Sécession, qu'un Noir ne pouvait en aucun cas être un citoyen.
En 1902, Harlan écrit encore une opinion dissidente dans un arrêt majeur, Lochner v. New York. Il n'est cette fois pas seul, puisque la décision n'est acquise que par cinq voix contre quatre, et que deux autres juges signent son opinion. La majorité de la Cour est à cette époque favorable à une politique économique de « Laissez faire », et hostile à la législation du travail. Elle casse une loi de l'État de New York qui limite le temps de travail des boulangers à soixante heures par semaine, arguant que ce travail n'est pas spécialement nocif et que cette loi est une atteinte à la liberté de contracter de l'employeur et du salarié, liberté protégé par la clause dite de due process de la constitution. Harlan, tout en concédant que la loi ne peut mettre fin à la liberté de contrat, soutient qu'elle peut cependant être régulée pour le bien commun. En l'espèce, le pouvoir législatif a fait valoir, avec des arguments sérieux, que ce travail était dangereux pour la santé, et le pouvoir judiciaire doit s'en remettre à son appréciation. C'est cependant l'autre opinion dissidente, celle de son collègue Holmes, courte et percutante, qui sera retenue par l'histoire, avec sa phrase clé : « une constitution n'est pas destinée à incorporer une théorie économique particulière ».
Harlan reste à la Cour jusqu'à sa mort le 14 octobre 1911. Il y aura siégé durant trente-quatre ans, l'une des plus longues présences. Il est considéré par beaucoup comme un des juges les plus importants, provocateurs et visionnaires de l'histoire des États-Unis.